# Azjatycki Puchar Challenge IIHF 2014/Top Dywizja
Turniej mężczyzn Azjatyckiego Pucharu Challenge IIHF 2014 Top Dywizji odbył się w Zjednoczonych Emiratach Arabskich w Abu Zabi. Zawody rozgrywane były w dniach 16–22 marca. Był to pierwszy turniej Azjatyckiego Pucharu Challenge po podziale na dwie dywizje przez IIHF.
W mistrzostwach top dywizji uczestniczyło 6 zespołów, które zostały przydzielone do jednej grupy. Rozgrywały mecze systemem każdy z każdym. Drużyna, która po rozegraniu wszystkich spotkań była pierwsza w tabeli zostanie zwycięzcą turnieju. Najgorsza drużyna zagrała w pierwszej dywizji, zastępując zwycięzcę turnieju pierwszej dywizji.
Wyniki
| 16 marca 2014 | Hongkong | 1:2 pk. | Tajlandia | Abu Dhabi Arena, Abu Zabi |

| Szczegóły      | Szczegóły          | Szczegóły                 | Szczegóły                                    | Szczegóły                          |
| -------------- | ------------------ | ------------------------- | -------------------------------------------- | ---------------------------------- |
| Godzina: 13:00 | Y. Wong (EQ) 30:18 | (0:0, 1:0, 0:1, 0:0, 0:1) | 52:00 (EQ) L. Neimwan 65:00 (SO) A. Kullugin | Widzów: 56 Sędzia główny: Du Qiang |
| Godzina: 13:00 | 4 min kar          |                           | 2 min kar                                    | Widzów: 56 Sędzia główny: Du Qiang |

| 16 marca 2014 | Mongolia | 3:10 | Chińskie Tajpej | Abu Dhabi Arena, Abu Zabi |

| Szczegóły      | Szczegóły | Szczegóły       | Szczegóły | Szczegóły                              |
| -------------- | --------- | --------------- | --------- | -------------------------------------- |
| Godzina: 16:30 |           | (2:4, 0:2, 1:4) |           | Widzów: 205 Sędzia główny: Jason Crown |
| Godzina: 16:30 | 8 min kar |                 | 0 min kar | Widzów: 205 Sędzia główny: Jason Crown |

| 16 marca 2014 | Zjednoczone Emiraty Arabskie | 5:1 | Kuwejt | Abu Dhabi Arena, Abu Zabi |

| Szczegóły      | Szczegóły | Szczegóły       | Szczegóły             | Szczegóły                                |
| -------------- | --- | --------------- | --------------------- | ---------------------------------------- |
| Godzina: 20:00 | J. Al Dhaheri (PP) 06:02 J. Al Dhaheri (SH) 08:32 M. Al Mazrouei (PP) 12:40 A. Al Mazrouei (EQ) 42:52 S. Al Nuaimi (EQ) 44:58 | (3:0, 0:0, 2:1) | 41:43 (PP) M. Al Ajmi | Widzów: 437 Sędzia główny: Lim Yong Chun |
| Godzina: 20:00 | 6 min kar |                 | 37 min kar            | Widzów: 437 Sędzia główny: Lim Yong Chun |

| 17 marca 2014 | Chińskie Tajpej | 16:1 | Kuwejt | Abu Dhabi Arena, Abu Zabi |

| Szczegóły      | Szczegóły  | Szczegóły       | Szczegóły  | Szczegóły                          |
| -------------- | ---------- | --------------- | ---------- | ---------------------------------- |
| Godzina: 13:00 |            | (6:0, 6:1, 4:0) |            | Widzów: 59 Sędzia główny: Du Qiang |
| Godzina: 13:00 | 14 min kar |                 | 34 min kar | Widzów: 59 Sędzia główny: Du Qiang |

| 17 marca 2014 | Hongkong | 2:9 | Mongolia | Abu Dhabi Arena, Abu Zabi |

| Szczegóły      | Szczegóły  | Szczegóły       | Szczegóły  | Szczegóły                             |
| -------------- | ---------- | --------------- | ---------- | ------------------------------------- |
| Godzina: 16:30 |            | (1:4, 1:1, 0:4) |            | Widzów: 77 Sędzia główny: Jason Crown |
| Godzina: 16:30 | 20 min kar |                 | 12 min kar | Widzów: 77 Sędzia główny: Jason Crown |

| 17 marca 2014 | Tajlandia | 4:5 pd. | Zjednoczone Emiraty Arabskie | Abu Dhabi Arena, Abu Zabi |

| Szczegóły      | Szczegóły                                                                                                   | Szczegóły            | Szczegóły | Szczegóły                                   |
| -------------- | --- | -------------------- | --- | ------------------------------------------- |
| Godzina: 20:00 | T. Suphankomut (EQ) 12:15 T. Chartsuwan (EQ) 51:38 L. Neimwan-Andersson (PP) 58:18 T. Chartsuwan (EA) 59:33 | (1:3, 0:1, 3:0, 0:1) | 07:36 (EQ) O. Al Shamisi 10:47 (PP) J. Al Dhaheri 17:46 (EQ) O. Al Muharrami 35:53 (PP) M. Al Mazrouei 63:20 (EQ) S. Al Nuaimi | Widzów: 150 Sędzia główny: Chih Yuan Chiang |
| Godzina: 20:00 | 10 mn. kar                                                                                                  |                      | 6 min kar | Widzów: 150 Sędzia główny: Chih Yuan Chiang |

| 19 marca 2014 | Mongolia | 3:1 | Kuwejt | Abu Dhabi Arena, Abu Zabi |

| Szczegóły      | Szczegóły  | Szczegóły       | Szczegóły | Szczegóły                                  |
| -------------- | ---------- | --------------- | --------- | ------------------------------------------ |
| Godzina: 13:00 |            | (0:0, 1:1, 2:0) |           | Widzów: 48 Sędzia główny: Chih Yuan Chiang |
| Godzina: 13:00 | 16 min kar |                 | 8 min kar | Widzów: 48 Sędzia główny: Chih Yuan Chiang |

| 19 marca 2014 | Chińskie Tajpej | 15:1 | Tajlandia | Abu Dhabi Arena, Abu Zabi |

| Szczegóły      | Szczegóły  | Szczegóły       | Szczegóły  | Szczegóły                               |
| -------------- | ---------- | --------------- | ---------- | --------------------------------------- |
| Godzina: 16:30 |            | (3:0, 7:1, 5:0) |            | Widzów: 55 Sędzia główny: Lim Yong Chun |
| Godzina: 16:30 | 16 min kar |                 | 22 min kar | Widzów: 55 Sędzia główny: Lim Yong Chun |

| 19 marca 2014 | Hongkong | 1:5 | Zjednoczone Emiraty Arabskie | Abu Dhabi Arena, Abu Zabi |

| Szczegóły      | Szczegóły         | Szczegóły       | Szczegóły | Szczegóły                           |
| -------------- | ----------------- | --------------- | --- | ----------------------------------- |
| Godzina: 20:00 | J. Lam (PP) 37:10 | (0:0, 1:2, 0:3) | 20:29 (PP) J. Al Dhaheri 36:12 (SH) M. El Jachi 43:50 (PP) M. Al Mazrouei 45:05 (EQ) S. Al Mehairi 59:56 (PP) S. Al Nuaimi | Widzów: 240 Sędzia główny: Du Qiang |
| Godzina: 20:00 | 36 min kar        |                 | 26 min kar | Widzów: 240 Sędzia główny: Du Qiang |

| 20 marca 2014 | Tajlandia | 2:8 | Mongolia | Abu Dhabi Arena, Abu Zabi |

| Szczegóły      | Szczegóły | Szczegóły       | Szczegóły | Szczegóły                                   |
| -------------- | --------- | --------------- | --------- | ------------------------------------------- |
| Godzina: 13:00 |           | (1:2, 1:3, 0:3) |           | Widzów: 150 Sędzia główny: Chih Yuan Chiang |
| Godzina: 13:00 | 6 min kar |                 | 6 min kar | Widzów: 150 Sędzia główny: Chih Yuan Chiang |

| 20 marca 2014 | Kuwejt | 0:6 | Hongkong | Abu Dhabi Arena, Abu Zabi |

| Szczegóły      | Szczegóły  | Szczegóły       | Szczegóły | Szczegóły                              |
| -------------- | ---------- | --------------- | --------- | -------------------------------------- |
| Godzina: 16:30 |            | (0:3, 0:2, 0:1) |           | Widzów: 104 Sędzia główny: Jason Crown |
| Godzina: 16:30 | 16 min kar |                 | 8 min kar | Widzów: 104 Sędzia główny: Jason Crown |

| 20 marca 2014 | Zjednoczone Emiraty Arabskie | 2:5 | Chińskie Tajpej | Abu Dhabi Arena, Abu Zabi |

| Szczegóły      | Szczegóły  | Szczegóły       | Szczegóły  | Szczegóły                                |
| -------------- | ---------- | --------------- | ---------- | ---------------------------------------- |
| Godzina: 20:00 |            | (1:0, 0:2, 1:3) |            | Widzów: 470 Sędzia główny: Lim Yong Chun |
| Godzina: 20:00 | 28 min kar |                 | 18 min kar | Widzów: 470 Sędzia główny: Lim Yong Chun |

| 22 marca 2014 | Chińskie Tajpej | 7:1 | Hongkong | Abu Dhabi Arena, Abu Zabi |

| Szczegóły      | Szczegóły | Szczegóły       | Szczegóły  | Szczegóły                                |
| -------------- | --------- | --------------- | ---------- | ---------------------------------------- |
| Godzina: 13:00 |           | (3:1, 2:0, 2:0) |            | Widzów: 121 Sędzia główny: Lim Yong Chun |
| Godzina: 13:00 | 8 min kar |                 | 10 min kar | Widzów: 121 Sędzia główny: Lim Yong Chun |

| 22 marca 2014 | Kuwejt | 2:10 | Tajlandia | Abu Dhabi Arena, Abu Zabi |

| Szczegóły      | Szczegóły  | Szczegóły       | Szczegóły  | Szczegóły                                   |
| -------------- | ---------- | --------------- | ---------- | ------------------------------------------- |
| Godzina: 16:30 |            | (1:6, 1:2, 0:2) |            | Widzów: 134 Sędzia główny: Chih Yuan Chiang |
| Godzina: 16:30 | 10 min kar |                 | 10 min kar | Widzów: 134 Sędzia główny: Chih Yuan Chiang |

| 22 marca 2014 | Zjednoczone Emiraty Arabskie | 3:1 | Mongolia | Abu Dhabi Arena, Abu Zabi |

| Szczegóły      | Szczegóły                                                                   | Szczegóły       | Szczegóły            | Szczegóły                           |
| -------------- | --------------------------------------------------------------------------- | --------------- | -------------------- | ----------------------------------- |
| Godzina: 20:00 | M. Al Zaabi (EQ) 07:34 S. Al Mehairi (EQ) 45:29 S. Al Nuaimi (EQ, EN) 59:16 | (1:0, 0:1, 2:0) | 22:35 (PP) M. Namjil | Widzów: 437 Sędzia główny: Du Qiang |
| Godzina: 20:00 | 27 min kar                                                                  |                 | 43 min kar           | Widzów: 437 Sędzia główny: Du Qiang |

Tabela
| Lp. | Zespół                       | M | Z | Zd | Pd | P | G+ | G- | +/− | Pkt |
| --- | ---------------------------- | - | - | -- | -- | - | -- | -- | --- | --- |
| 1.  | Chińskie Tajpej              | 5 | 5 | 0  | 0  | 0 | 53 | 8  | +45 | 15  |
| 2.  | Zjednoczone Emiraty Arabskie | 5 | 3 | 1  | 0  | 1 | 20 | 12 | +8  | 11  |
| 3.  | Mongolia                     | 5 | 3 | 0  | 0  | 2 | 24 | 18 | +6  | 9   |
| 4.  | Tajlandia                    | 5 | 1 | 1  | 1  | 2 | 19 | 31 | –12 | 6   |
| 5.  | Hongkong                     | 5 | 2 | 0  | 1  | 2 | 11 | 23 | –12 | 4   |
| 6.  | Kuwejt                       | 5 | 0 | 0  | 0  | 5 | 5  | 40 | –35 | 0   |

    = tytuł mistrza     = spadek do I dywizji
Statystyki indywidualne
- Klasyfikacja strzelców:  To Weng – 12 goli[1]
- Klasyfikacja asystentów:  Lifeng Lu – 11 asyst[2]
- Klasyfikacja kanadyjska:  Lifeng Lu – 22 punkty[3]
- Klasyfikacja skuteczności interwencji bramkarzy:  Pang-Keng Ting – 98,31%[4]

Nagrody indywidualne
Dyrektoriat turnieju wybrał trójkę najlepszych zawodników na każdej pozycji:
- Bramkarz:  Khaled Al Suwaidi
- Obrońca:  Yen-Lin Shen
- Napastnik:  To Weng